# Малая Глумча
Ма́лая Глу́мча (укр. Мала Глумча) — село на Украине, основано в 1577 году, находится в Емильчинском районе Житомирской области.
Код КОАТУУ — 1821783601. Население по переписи 2001 года составляет 742 человека. Почтовый индекс — 11223. Телефонный код — 4149. Занимает площадь 2,378 км².

## Адрес местного совета
11223, Житомирская область, Емильчинский р-н, с.Малая Глумча